# Establiments

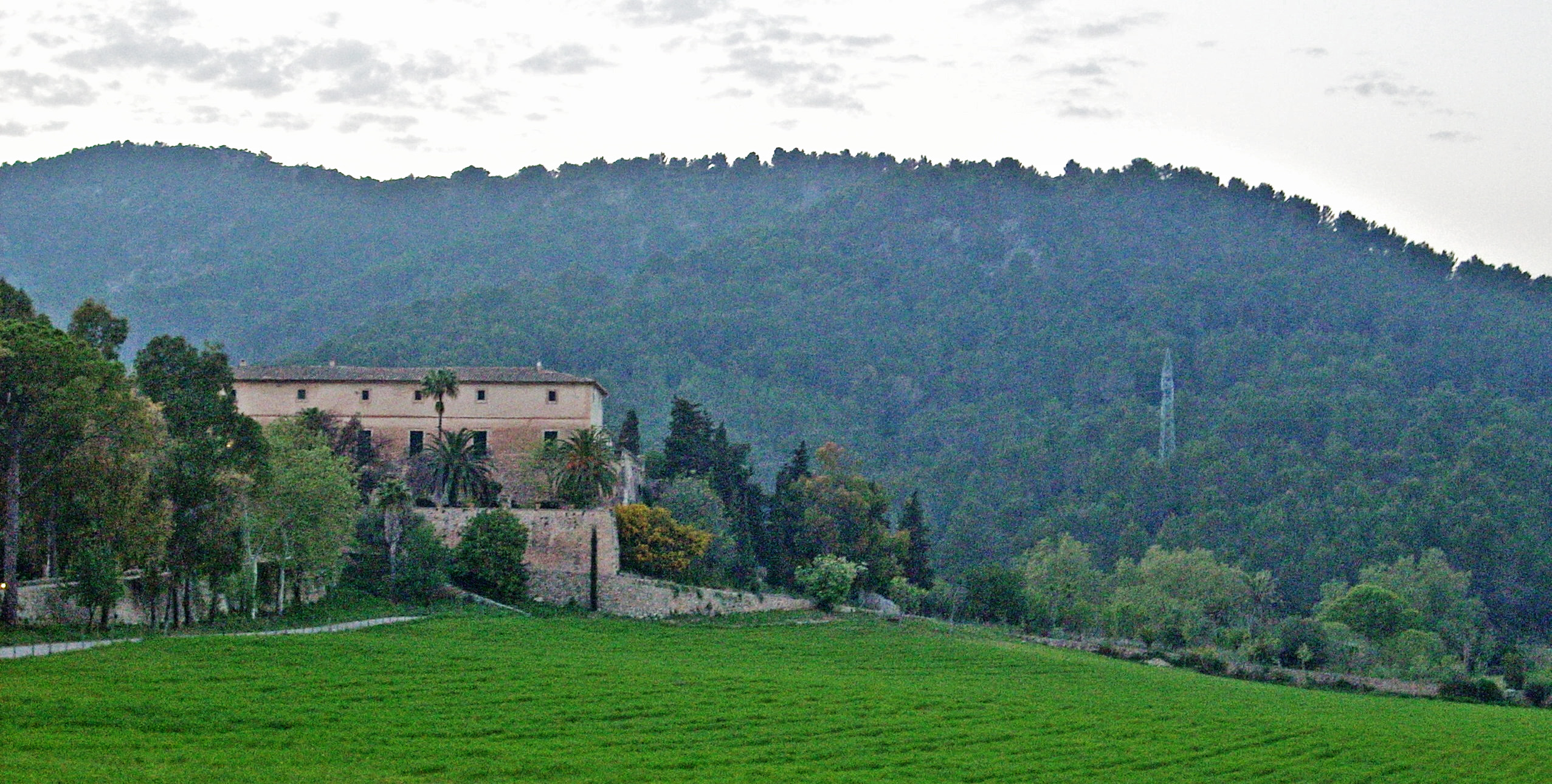
Possessió de Sarrià

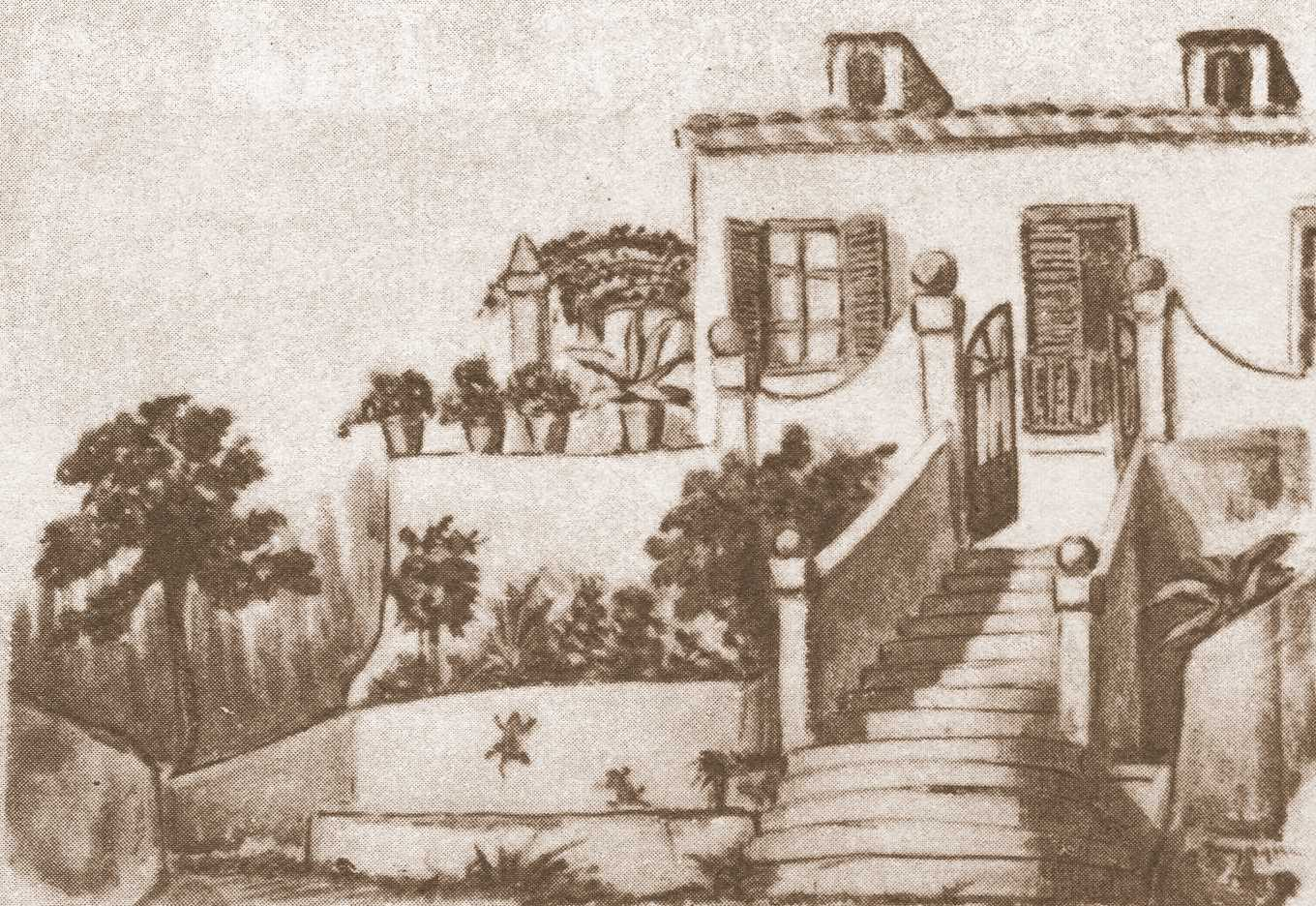
Dibuix de s'antiga possessió de Son Vent

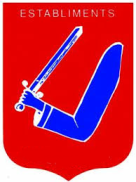
Escut d'Establiments

Establiments és un barri residencial de Palma, situat al districte nord de la ciutat. Antigament havia format part del municipi d'Esporles, del qual s'independitzà, però de 1910 ençà pertany al municipi de Palma, essent l'únic municipi de les Illes Balears que n'ha perdut la condició.
Limita a llevant amb el municipi de Puigpunyent, al nord amb el municipi d'Esporles, a ponent amb Son Espanyol pel camí de la Real i el torrent de Sarrià, i al sud amb Son Anglada pel torrent de la Riera i amb el Secar de la Real pels camins de Ca na Verda, del Vicari i de Son Espases.
La línia d'autobús que el comunica amb Ciutat és la núm. 16. La major part d'habitatges són unifamiliars. Disposa d'un centre educatiu públic, el CEIP Establiments, que imparteix classes d'infantil i primària, i pertany a la zona B d'educació del municipi. Aquest centre està adscrit als instituts d'educació secundària de Son Pacs, Josep Maria Llompart, Joan Maria Thomàs i Madina Mayurqa. També compta una escola infantil concertada nomenada Jardines de la Infancia de les Religioses de la Puresa de Maria, adscrita al col·legi Madre Alberta de Palma.
La festa patronal és Sant Jaume, encara que també és celebrat el Sant Antoni per pertànyer al municipi de Palma.

## Història[1]
L'origen del nucli de població d'Establiments data del segle xvi, però l'àmplia zona que ocupa l'actual barri va esser habitada molt abans.
S'hi troben restes talaiòtiques a les Clavegueres de Sarrià, al Caragol del Puig de l'Alba, al puig del Gat i al poblat del Garrigó de Sarrià. També hi ha restes prehistòriques a les coves de Son Bauçà i Can Mallol.
A l'època islàmica, l'abundància d'aigua hi va permetre el desenvolupament de l'horticultura.
Després de la conquesta catalana de Mallorca, es va fer un repartiment i les terres varen passar a mans de Nunó Sanç. Durant segles, l'estructura agrària d'aquesta zona es fonamentà en els latifundis de les grans possessions, i l'origen del barri es troba en les parcel·lacions rústiques de secà entorn d'aquestes possessions.
La primera possessió que es va parcel·lar va esser Son Gual, que va donar lloc al nucli original de l'actual Establiments Vells, anomenat el Rutló. El nom d'Establiments fa referència precisament a aquests procés de fraccionament de la propietat. El llogaret d'es Rutló apareix documentat per primera vegada el 1584, amb 14 parcel·les. En el segle XII s'inicia la parcel·lació d'es Muntant de la possessió de Sarrià, que originà el nucli anomenat Establiments Nous. El 1685 els establiments vells tenien 69 parcel·les i els nous 33.
En aquests segles, la zona d'Establiments formava part del municipi d'Esporles, del que posteriorment es seccesionaria per formar un municipi independent. Al mapa del Cardenal Despuig (1785) apareixen les grans possessions d'es Canyar, Son Cotoneret, Son Gual, Bunyolí (documentada ja el 1402), Sarrià, Son Morlà, Son Mallol i Son Berga. El 1776 es construí Son Berga Nou, considerada una de les possessions mallorquines més belles i propietat de la família Safortesa.
L'any 1837, Establiments es va separar d'Esporles i es constituí municipi propi, mantenint-se fins al 1919, any en què va passar a ser un barri de Palma, si bé va conservar moltes de les característiques de poble. Sembla que les causes d'aquest fet varen esser els problemes econòmics i les discòrdies entre liberals i conservadors.
A mitjans del segle xix (1847), Establiments tenia 1460 habitants, 367 cases i una extensió de 22,55 kilòmetres. Durant aquest segle el municipi va continuar essent fonamentalment agrícola i les principals produccions eren el blat, l'ordi, la civada, les ametlles, l'oli, les garroves i el llegum.
Durant la dècada de 1870, les principals possessions eren Sarrià (426 ha), Bunyolí (376 ha), Son Gual (195 ha), Son Morlà (95 ha) i el Canyar (84 ha). Els propietaris de totes aquestes finques residien a Palma i sovint eren nobles.
L'any 1890 tan sols hi havia un teixidor registrat però a poc a poc hi va anar augmentant el nombre. El 1899 ja hi havia 19. A principis del segle xx varen aparèixer tres fàbriques de teixits, una de sabates i una de mosaics.
Al 1910, l'antic municipi d'Establiments va ser annexionat al municipi de Palma, amb la categoria de barriada.
El 1926, Establiments va passar a tenir una línea de comunicació directa gràcies a la inauguració d'una línea de tramvies elèctrics que partia del carrer de Sant Miquel. Aquest tramvia va funcionar fins al 1959, any en què fou substituït per una línea d'autobusos.
El 1933, la fàbrica de ciment de Joan Colom va iniciar l'explotació de les pedreres, que posteriorment causarien molts problemes i polèmiques.
Durant la Guerra Civil, hi va haver empresonaments i alguns assassinats com el del fuster i administrador de les Joventuts Socialistes Antoni Roca Lladó i el del socialista esporlerí resident a establiments Gabriel Calafell Serra. Això va suposar que alguns establimenters s'amaguessin per por de la repressió.
A partir dels anys cinquanta i arran del creixement turístic, s'inicià una lenta decadència del camp i la majoria de les fàbriques van tancar. També va arribar un important contingent d'immigrants.
En els anys vuitanta es varen fer algunes millores com la xarxa d'aigües netes i brutes i la construcció d'un ambulatori.

## Identitat de poble
Tot i que actualment Establiments forma part de Palma, els habitants d'Establiments tenen un gran sentiment d'unitat i una identitat molt forta, més que una simple barriada de Palma. Això es deu principalment a la distància que hi ha entre Palma i Establiments, a més del fet que l'estètica d'Establiments és molt més rústica que les altres barriades de Palma.
Aquesta separació ha provocat que alguns dels veïnats se sentin desatesos, tot argumentant que fa anys que  demanen  voravies, que han de caminar per la carretera on passen els cotxes; també manifesten que la freqüència del bus que passa per Establiments és insuficient.